# Groupe d'observateurs des Nations unies en Amérique centrale
Le Groupe d'observateurs des Nations unies en Amérique centrale (en anglais : Observers of United Nations  in Central America ou ONUCA) est une mission de maintien de la paix des Nations unies au Costa Rica, El Salvador, Guatemala, Honduras et Nicaragua, établie par le Conseil de sécurité des Nations unies en novembre 1989 et prolongée à plusieurs reprises jusqu'à l'expiration de son mandat en janvier 1992.
L'ONUCA a été créée en novembre 1989 pour vérifier le respect par les gouvernements d'Amérique centrale de leurs engagements à cesser l'aide aux forces irrégulières et aux mouvements insurrectionnels dans la région et à ne pas permettre que leur territoire soit utilisé pour des attaques contre d'autres États. En outre, l'ONUCA a joué un rôle dans la démobilisation volontaire de la Résistance nicaraguayenne et a surveillé un cessez-le-feu et la séparation des forces convenues par les parties nicaraguayennes dans le cadre du processus de démobilisation

## Mandat
L'ONUCA a été créée par la résolution 644 (1989) du Conseil de sécurité du 7 novembre 1989. Elle avait pour mandat de vérifier sur place le respect par les gouvernements du Costa Rica, d'El Salvador, du Guatemala, du Honduras et du Nicaragua de leurs engagements en matière de sécurité contenus dans l'accord d'Esquipulas II, à savoir :
- la cessation de l'aide aux forces irrégulières et aux mouvements insurrectionnels,
- la non-utilisation du territoire d'un État pour des attaques contre d'autres États.

Ce dernier engagement devait inclure la prévention de l'établissement ou de l'utilisation d'installations de transmission radio ou télévision dans le but spécifique de diriger ou d'assister les opérations militaires des forces irrégulières ou des mouvements insurrectionnels dans l'un des cinq pays.
Le 27 mars 1990, le Conseil, par sa résolution 650 (1990), a autorisé, en cas d'urgence, un élargissement du mandat de l'ONUCA et l'ajout de personnel armé à ses effectifs afin de lui permettre de jouer un rôle dans la démobilisation volontaire de la Résistance nicaraguayenne.
Le 20 avril 1990, à la suite de la signature par les parties nicaraguayennes d'un ensemble d'accords relatifs à la démobilisation volontaire des membres de la Résistance nicaraguayenne au Nicaragua, le Conseil de sécurité, par sa résolution 653 (1990), a décidé d'élargir le mandat de l'ONUCA pour y inclure des tâches supplémentaires de surveillance du cessez-le-feu et de la séparation des forces, ainsi que du processus de démobilisation.
Après l'achèvement du processus de démobilisation en juin/juillet 1990, l'ONUCA a continué à exécuter ses tâches initiales et à contribuer aux efforts de paix dans la région. Le mandat de la mission a pris fin en janvier 1992.

## Contributeurs du personnel militaires
11 pays ont mis à contributions leurs personnels militaires:

Argentine, Brésil, Canada, Colombie, Équateur, Espagne, Inde, Irlande, République fédérale d'Allemagne, Suède et Venezuela.
Force
Autorisation initiale:
260 observateurs militaires ; équipages et personnel de soutien pour une escadre aérienne et une unité navale, soutenus par du personnel civil international et local
Autorisation supplémentaire (27 mars 1990):
Bataillon d'infanterie d'environ 800 hommes tous grades confondus
Déploiement maximal (mai/juin 1990):
1 098 observateurs militaires et troupes, soutenus par du personnel civil international et local

## Pertes
La mission a déploré & décès: un observateur militaire

## Source
- (en) Cet article est partiellement ou en totalité issu de l’article de Wikipédia en anglais intitulé « ONUCA and ONUSALn » (voir la liste des auteurs).